# Leandra alpestris
Leandra alpestris är en tvåhjärtbladig växtart som först beskrevs av Gardn., och fick sitt nu gällande namn av Célestin Alfred Cogniaux. Leandra alpestris ingår i släktet Leandra och familjen Melastomataceae. Inga underarter finns listade i Catalogue of Life.